# محمد بن علي ربيع
محمد بن علي ربيّع أكاديمي وأستاذ جامعي سعودي، متخصص في الأحياء الدقيقة (الحشرات كتخصص دقيق). 
التعليم:
- درجة البكالوريوس من جامعة الملك سعود
- درجة الماجستير من جامعة ميشغان في مدينة آن آربر الأمريكية. 
- درجة الدكتوراة من جامعة كارديف في المملكة المتحدة.
العمل
- عمل معيدا ثم محاضرا ثم استاذا مساعدا في قسم علوم الحياة بجامعة الملك سعود فرع ابها.
- عمل وكيلا لكليتي التربية والعلوم بجامعة الملك خالد
- عمل وكيلا لكلية الامير سلطان للسياحة والفندقة (أول كلية في قطاع السياحة والضيافة في المملكة العربية السعودية) في الفترة بين ٢٠٠٢-٢٠٠٦م
- عمل وكيلا لجامعة جازان للدراسات العليا والبحث العلمي في الفترة ٢٠٠٨-٢٠١٥
-عمل مديراً مكلفاً لجامعة جازان في الفترة ٢٠١٥-٢٠١٧.

## التعليم
حصل ربيع على شهادة البكالوريوس من جامعة الملك سعود بمرتبة الشرف في عام 1980، ثم حصل على شهادة الماجستير من الولايات المتحدة الأمريكية، بعدها حصل على درجة الدكتوراه في الحشرات من جامعة ويلز في بريطانيا في عام 1990.

## أعماله
في عام 1990 عمل ربيع في جامعة الملك خالد كأستاذ مساعد في قسم الأحياء وعمل فيه لمدة 18 عاماً، ثم تم تعيينه في عام 2008 وكيلاً للدراسات العليا والبحث العلمي بجامعة جازان، بالإضافة لرئاسة المجلس العلمي في الجامعة، وفي 16 صفر 1436 هـ الموافق 9 ديسمبر 2014 كُلِّف بإدارة جامعة جازان. واستمر في منصبه حتى صدر قرار ملكي بتكليف مرعي بن حسين القحطاني مديرًا للجامعة في 18 رمضان 1437 هـ الموافق 23 يونيو 2016.